# Podkowiańskie Liceum Ogólnokształcące nr 60

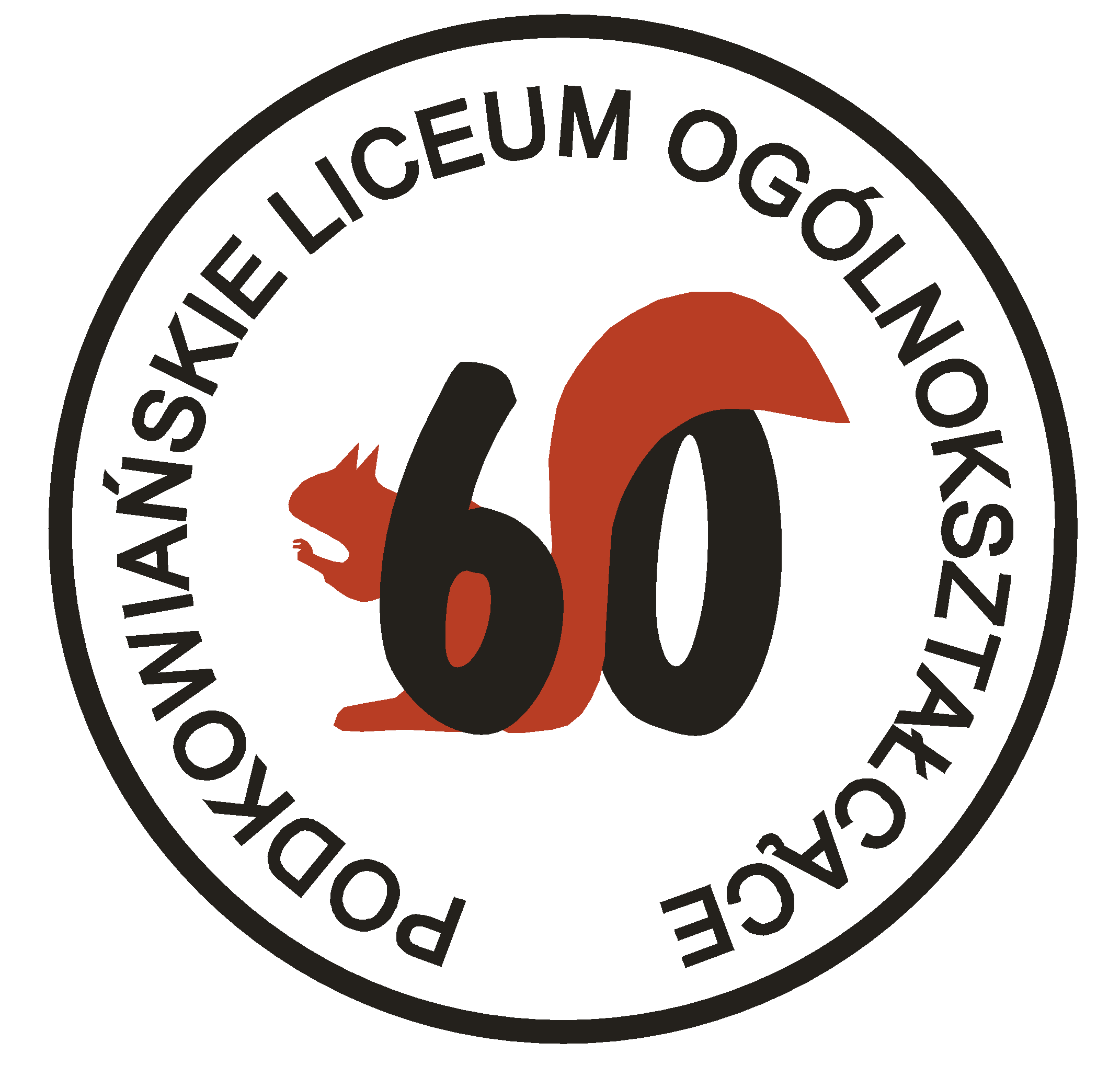
Logo Liceum

Społeczne Liceum w Podkowie Leśnej – społeczne liceum ogólnokształcące prowadzone przez Towarzystwo Przyjaciół Liceum Podkowiańskiego. Podkowiańskie Liceum Ogólnokształcące nr 60 działa od 1990 roku i jest jedną z pierwszych szkół niepublicznych w Polsce. Szkoła mieści się w willi w Podkowie Leśnej przy ulicy Wiewiórek 2/4. Budynek szkoły to zabytek, przekazany miastu testamentem na cele edukacyjne przez reemigranta z USA Jana Kciuka.

## Organizacja
Szkoła ma uprawnienia szkoły publicznej na czas nieokreślony. Właścicielem szkoły jest Towarzystwo Przyjaciół Liceum Podkowiańskiego, na czele którego stoi zarząd. W skład zarządu wchodzą rodzice, którzy reprezentują poszczególne klasy oraz nauczyciele. Zarząd pełni m.in. takie funkcje jak Rada Rodziców w szkołach publicznych. Pracą bieżącą szkoły kieruje jej dyrektor.
Do tradycji szkoły należą: tematyczne studniówki, pożegnania klas maturalnych, oraz wigilie szkolne, które są okazją do spotkań z absolwentami. 
Imprezą środowiskową, która należy do tradycji liceum jest Wystawa Psów Kochanych która w 2014 roku obchodziła swój 20 letni jubileusz. Wydarzenie gromadzi mieszkańców miasta, miłośników czworonożnych przyjaciół człowieka. Organizacją wystawy zajmują się uczniowie klas pierwszych w ramach przedmiotu przedsiębiorczość: muszą znaleźć sponsorów, przeprowadzić akcję promocyjną wydarzenia, oraz zorganizować całe miasteczko, w którym odbywa się  pokaz tresury psów, porady weterynaryjne. Uczniowie organizują kawiarenkę, grilla, a dochody ze sprzedaży są przeznaczone na wybrane schronisko dla psów. W trakcie wystawy odbywa się konkurs psów w kategoriach: pies, duży, pies mały, junior, senior, prowadzony przez doświadczonych jurorów. Wystawa Psów w 2009 roku, została wpisana w program Otwartych Ogrodów.

## Znani absolwenci
- Jan Prosiński
- Jan Duszyński